# Xu Shixiao
Xu Shixiao (n. 16 februarie 1992, Yanshan County⁠(d), Jiangxi, Republica Populară Chineză) este o canoistă ce a reprezentat Republica Populară Chineză, medaliată olimpică. A participat la 2 ediții ale Jocurilor Olimpice (2020, 2024) în care a câștigat o medalie de aur.